# 星野平兵衛

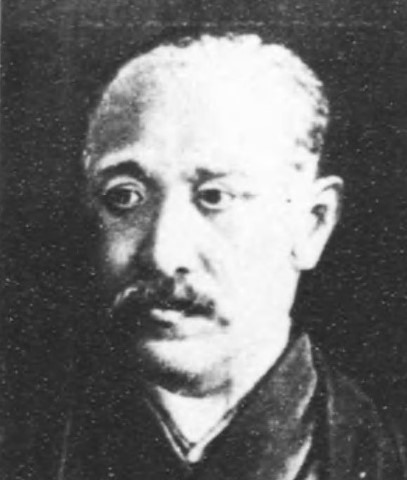
星野平兵衛

星野 平兵衛（ほしの へいべえ、1850年1月27日（嘉永2年12月15日） - 1905年（明治38年）3月13日）は、埼玉県の政治家・実業家。浦和町初代町長、埼玉県会議長などを務めた。

## 人物
中山道浦和宿の戸長につき、立憲改進党系で、秩父事件後に吉田清英が画策した県庁の熊谷移転を阻止した。1889年（明治22年）には埼玉県の県庁所在地である浦和町の初代町長に就任した。政界引退後は浦和商業銀行を設立に尽力した。

## 略歴
- 1850年1月27日（嘉永2年12月15日[1]） - 武蔵国浦和宿に生まれる。
- 1875年（明治8年） - 埼玉県浦和宿戸長。
- 1889年（明治22年） - 浦和町長に就任。
- 1890年（明治23年） - 埼玉県会議員となり、議長に就任。
- 1900年（明治33年） - 浦和商業銀行を設立。
- 1905年（明治38年）3月13日 - 57歳で死去。